# Chang International Circuit
Chang International Circuit (lub Buriram United International Circuit) – tor wyścigowy znajdujący się w mieście Buriram w Tajlandii. Został otwarty w 2014 roku.
W  tym samym roku zadebiutował tutaj wyścig serii Super GT. W 2015 oprócz Super GT odbyły się tutaj wyścigi trzech serii: WTCC, TCR International Series i World Superbike.
W 2018 roku tam odbyły się Motocyklowe Mistrzostwa Świata.
Na rok 2016 zaplanowano organizację wyścigów Azjatyckiej Serii Porsche Carrera Cup i Azjatyckiej Serii Le Mans.